# Patrimoni dell'umanità del Regno Unito
I patrimoni dell'umanità del Regno Unito sono i siti dichiarati dall'UNESCO come patrimonio dell'umanità nel Regno Unito di Gran Bretagna e Irlanda del Nord, il quale è divenuto parte contraente della Convenzione sul patrimonio dell'umanità il 29 maggio 1984.
Al 2024 i siti iscritti nella Lista dei patrimoni dell'umanità sono trentacinque, mentre cinque sono le candidature per nuove iscrizioni. I primi sette siti britannici sono stati iscritti nella lista nel 1986, durante la decima sessione del comitato del patrimonio mondiale. Gli altri siti furono aggiunti nel 1987 (quattro), 1988 (tre), 1995, (due), 1997, 1999, 2000 (due), 2001 (quattro), 2003, 2006, 2009, 2015, 2016, 2017, 2019, 2021 (due) e 2024 (due). Ventinove siti sono considerati culturali, secondo i criteri di selezione, cinque naturali e uno misto; tre sono parte di siti transnazionali.
La divisione dei siti tra le nazioni del Regno Unito vede diciotto siti in Inghilterra, sei in Scozia, quattro nel Galles, due in Irlanda del Nord e uno condiviso tra Inghilterra e Scozia. Quattro siti si trovano invece in territori d'oltremare britannici: uno sulle Isole Pitcairn, uno a Tristan da Cunha, uno a Bermuda e uno a Gibilterra.
Un sito, Liverpool, città mercantile marittima, aggiunto nel 2004, è stato rimosso dalla Lista dei patrimoni dell'umanità il 21 luglio 2021 a causa del piano di sviluppo urbanistico "Liverpool Waters", comprendente anche un nuovo stadio di calcio, che avrebbe intaccato irreparabilmente l'autenticità del sito.

## Siti del Patrimonio mondiale
| Foto | Sito                                                                              | Luogo                                                                                | Tipo                            | Anno             | Descrizione |
| ---- | --------------------------------------------------------------------------------- | ------------------------------------------------------------------------------------ | ------------------------------- | ---------------- | --- |
|      | Selciato del gigante e Causeway Coast                                             | Bushmills                                                                            | Naturale (369; vii, viii)       | 1986             | Il Selciato del gigante si trova ai piedi delle scogliere di basalto lungo la costa del mare, ai margini dell'altopiano di Antrim, nell'Irlanda del Nord. È composto da circa 40.000 massicce colonne di basalto nero che sporgono dal mare. Lo spettacolo drammatico ha ispirato leggende di giganti che camminano sul mare verso la Scozia. Gli studi geologici di queste formazioni negli ultimi 300 anni hanno notevolmente contribuito allo sviluppo delle scienze della terra e mostrano che questo straordinario paesaggio è stato causato dall'attività vulcanica durante il Terziario, circa 50-60 milioni di anni fa. |
|      | Castello e Cattedrale di Durham                                                   | Durham                                                                               | Culturale (370; ii, iv, vi)     | 1986             | La Cattedrale di Durham fu costruita tra la fine dell'XI e l'inizio del XII secolo per ospitare le reliquie di san Cutberto (evangelizzatore della Northumbria) e del Venerabile Beda. Attesta l'importanza della prima comunità monastica benedettina ed è il più grande e il più bell'esempio di architettura normanna in Inghilterra. L'audacia innovativa delle sue volte prefigurava l'architettura gotica. Dietro la cattedrale si trova il castello, un'antica fortezza normanna che fu la residenza dei principi vescovi di Durham. |
|      | Gola di Ironbridge                                                                | Ironbridge                                                                           | Culturale (371; i, ii, iv, vi)  | 1986             | Ironbridge è conosciuto in tutto il mondo come il simbolo della rivoluzione industriale. Contiene tutti gli elementi di progresso che hanno contribuito al rapido sviluppo di questa regione industriale nel XVIII secolo, dalle miniere stesse alle linee ferroviarie. Nelle vicinanze, l'altoforno di Coalbrookdale, costruito nel 1708, ricorda la scoperta del carbon coke. Il ponte Iron Bridge, il primo ponte al mondo costruito in ferro, ha avuto una notevole influenza sugli sviluppi nei settori della tecnologia e dell'architettura. |
|      | Parco reale di Studley incluse le rovine dell'Abbazia di Fountains                | North Yorkshire                                                                      | Culturale (372; i, iv)          | 1986             | Nel XVIII secolo un paesaggio progettato di eccezionale bellezza è stato creato intorno alle rovine dell'abbazia cistercense di Fountains, nello Yorkshire. Le spettacolari rovine dell'abbazia e del mulino ad acqua del XII secolo, il palazzo giacobiano di Fountains Hall, il capolavoro vittoriano della chiesa di Santa Maria e uno dei più magnifici giardini acquatici georgiani mai creati, rendono questo paesaggio di eccezionale pregio. |
|      | Stonehenge, Avebury e siti associati                                              | Amesbury, Avebury                                                                    | Culturale (373; i, ii, iii)     | 1986             | Stonehenge e Avebury, nel Wiltshire, sono tra i gruppi di megaliti più famosi al mondo. I due santuari sono costituiti da cerchi di menhir disposti secondo uno schema il cui significato astronomico è ancora in fase di esplorazione. Questi luoghi sacri e i vicini siti neolitici sono una testimonianza incomparabile della preistoria. |
|      | Castelli e mura cittadine di Re Edoardo a Gwynedd                                 | Beaumaris, Caernarfon, Conwy, Harlech                                                | Culturale (374; i, iii, iv)     | 1986             | I castelli di Beaumaris e Harlech (in gran parte opera del più grande ingegnere militare dell'epoca, James of Saint George) e i complessi fortificati di Caernarfon e Conwy si trovano nell'ex principato di Gwynedd, nel Galles settentrionale. Questi monumenti estremamente ben conservati sono esempi dei lavori di colonizzazione e difesa effettuati durante il regno di Edoardo I (1272-1307) e dell'architettura militare del tempo. |
|      | Saint Kilda                                                                       | Saint Kilda                                                                          | Misto (387; iii, v, vii, ix, x) | 1986-2004-2005   | Questo arcipelago vulcanico, con i suoi paesaggi spettacolari, è situato al largo delle Ebridi e comprende le isole di Hirta, Dùn, Soay e Boreray. Ha alcune delle scogliere più alte d'Europa, che hanno grandi colonie di specie di uccelli rare e in via di estinzione, in particolare pulcinelle di mare e sule. L'arcipelago, disabitato dal 1930, porta le testimonianze di oltre 2.000 anni di occupazione umana nelle condizioni estreme prevalenti nelle Ebridi. Le vestigia umane includono strutture costruite e sistemi di campo, le cleit e le tradizionali case in pietra delle Highland. Presentano i resti vulnerabili di un'economia di sussistenza basata sui prodotti degli uccelli, dell'agricoltura e della pastorizia. |
|      | Blenheim Palace                                                                   | Woodstock                                                                            | Culturale (425; ii, iv)         | 1987             | Blenheim Palace, vicino a Oxford, si trova in un parco romantico creato dal famoso giardiniere paesaggista "Capability" Brown. Fu presentato dalla nazione inglese a John Churchill, I duca di Marlborough, in riconoscimento della sua vittoria nel 1704 sulle truppe francesi e bavaresi. Costruito tra il 1705 e il 1722 e caratterizzato da uno stile eclettico e da un ritorno alle radici nazionali, è un perfetto esempio di dimora principesca del XVIII secolo. |
|      | Palazzo di Westminster e Abbazia di Westminster con la chiesa di Santa Margherita | Londra                                                                               | Culturale (426; i, ii, iv)      | 1987             | Il Palazzo di Westminster, ricostruito a partire dal 1840 sul sito di importanti resti medievali, è un bell'esempio di architettura neogotica. Il sito - che comprende anche la piccola chiesa medievale di Santa Margherita, costruita in stile gotico perpendicolare, e l'Abbazia di Westminster, dove sono stati incoronati tutti i sovrani dall'XI secolo - è di grande significato storico e simbolico. |
|      | Città di Bath                                                                     | Bath                                                                                 | Culturale (428; i, ii, iv)      | 1987             | Fondata dai Romani come centro termale, Bath divenne nel Medioevo un importante centro dell'industria della lana. Nel XVIII secolo, sotto Giorgio III, si sviluppò in un'elegante cittadina con edifici neoclassici palladiani, che si fondono armoniosamente con le terme romane. |
|      | Frontiere dell'Impero romano                                                      | (altre componenti sono in Germania)                                                  | Culturale (430; ii, iii, iv)    | 1987-(2005)-2008 | Il Limes romano rappresenta la linea di confine dell'Impero romano nella sua massima estensione nel II secolo d.C. Si estendeva per oltre 5.000 km dalla costa atlantica della Gran Bretagna settentrionale, attraverso l'Europa fino al Mar Nero, e da lì al Mar Rosso e attraverso il Nord Africa fino alla costa atlantica. I resti del Limes oggi sono costituiti da vestigia di mura costruite, fossati, fortezze, fortezze, torri di guardia e insediamenti civili. Alcuni elementi della linea sono stati scavati, alcuni ricostruiti e alcuni distrutti. Il Vallo di Adriano, lungo 118 km, fu costruito per ordine dell'imperatore Adriano verso il 122 d.C. all'estremità settentrionale della provincia romana della Britannia. È un esempio lampante dell'organizzazione di una zona militare e illustra le tecniche difensive e le strategie geopolitiche dell'antica Roma. Il Vallo Antonino, una fortificazione lunga 60 km in Scozia, fu iniziata dall'imperatore Antonio Pio nel 142 d.C. come difesa contro i "barbari" del nord. Costituisce la parte più a nord-ovest del Limes romano. |
|      | Isola di Henderson                                                                | Isole Pitcairn                                                                       | Naturale (487; vii, x)          | 1988             | L'isola di Henderson, che si trova nel Oceano Pacifico sud-orientale, è uno dei pochi atolli al mondo la cui ecologia è stata praticamente incontaminata dalla presenza umana. La sua posizione isolata fornisce il contesto ideale per studiare le dinamiche dell'evoluzione insulare e della selezione naturale. È particolarmente degno di nota per le 10 piante e i quattro uccelli terrestri endemici dell'isola. |
|      | Torre di Londra                                                                   | Londra                                                                               | Culturale (488; ii, iv)         | 1988             | La massiccia White Tower è un tipico esempio di architettura militare normanna, la cui influenza si fece sentire in tutto il regno. Fu costruito sul Tamigi da Guglielmo il Conquistatore per proteggere Londra e affermare il suo potere. La Torre di Londra - un'imponente fortezza con molti strati di storia, che è diventata uno dei simboli della regalità - è stata costruita intorno alla White Tower. |
|      | Cattedrale di Canterbury, Abbazia di Sant'Agostino e Chiesa di San Martino        | Canterbury                                                                           | Culturale (496; i, ii, vi)      | 1988             | Canterbury, nel Kent, è stata la sede del capo spirituale della Chiesa d'Inghilterra per quasi cinque secoli. Gli altri monumenti importanti di Canterbury sono la modesta chiesa di San Martino, la chiesa più antica d'Inghilterra; le rovine dell'Abbazia di Sant'Agostino, a ricordo del ruolo evangelizzatore del santo nell'eptarchia dal 597; e la cattedrale di Cristo, una miscela mozzafiato di romanico e gotico perpendicolare, dove l'arcivescovo Thomas Becket fu assassinato nel 1170. |
|      | Città vecchia e nuova di Edimburgo                                                | Edimburgo                                                                            | Culturale (728; ii, iv)         | 1995             | Edimburgo è stata la capitale scozzese dal XV secolo. Ha due zone distinte: il centro storico, dominato da una fortezza medievale; e la neoclassica Città Nuova, il cui sviluppo dal XVIII secolo in poi ebbe un'influenza di vasta portata sulla pianificazione urbana europea. L'armoniosa giustapposizione di queste due zone storiche contrastanti, ciascuna con molti edifici importanti, è ciò che conferisce alla città il suo carattere unico. |
|      | Isole Gough e Inaccessibile                                                       | Tristan da Cunha                                                                     | Naturale (740; vii, x)          | 1995-2004        | Il sito, situato nell'Oceano Atlantico meridionale, è uno degli ecosistemi insulari e marini meno perturbati nella zona temperata fresca. Le spettacolari scogliere di Gough e Inaccessibile, che svettano sull'oceano, sono prive di mammiferi introdotti e ospitano una delle più grandi colonie di uccelli marini del mondo. L'isola Gough ospita due specie endemiche di uccelli terrestri, la gallinella di Gough e il fringuello di Gough, nonché 12 specie di piante endemiche, mentre l'isola Inaccessibile vanta due uccelli, otto piante e almeno 10 invertebrati endemici dell'isola. |
|      | Greenwich marittima                                                               | Londra                                                                               | Culturale (795; i, ii, iv, vi)  | 1997             | L'insieme di edifici a Greenwich, un quartiere periferico di Londra, e il parco in cui sono inseriti, simboleggiano l'attività artistica e scientifica inglese nel XVII e XVIII secolo. La Queen's House (di Inigo Jones) è stato il primo edificio palladiano in Inghilterra, mentre il complesso che fino a poco tempo fa era il Royal Naval College è stato progettato da Christopher Wren. Il parco, realizzato sulla base di un progetto originale di André Le Nôtre, contiene l'Old Royal Observatory, opera di Wren e dello scienziato Robert Hooke. |
|      | Cuore delle Orcadi neolitiche                                                     | Mainland                                                                             | Culturale (514; i, ii, iii, iv) | 1999             | Il gruppo di monumenti neolitici sulle isole Orcadi è costituito da una grande tomba a camera (Maeshowe), due cerchi di pietre cerimoniali (le Pietre erette di Stenness e il Cerchio di Brodgar) e un insediamento (Skara Brae), insieme a una serie di sepolture non scavate, cerimoniali e siti di insediamento. Il gruppo costituisce un importante paesaggio culturale preistorico che offre una rappresentazione grafica della vita in questo remoto arcipelago nell'estremo nord della Scozia circa 5000 anni fa. |
|      | Città storica di Saint George e relative fortificazioni, Bermuda                  | Saint George Bermuda                                                                 | Culturale (983; iv)             | 2000             | La città di Saint George, fondata nel 1612, è un eccezionale esempio del primo insediamento urbano inglese nel Nuovo Mondo. Le sue fortificazioni associate illustrano graficamente lo sviluppo dell'ingegneria militare inglese dal XVII al XX secolo, adattandosi per tenere conto dello sviluppo dell'artiglieria in questo periodo. |
|      | Paesaggio industriale di Blaenavon                                                | Blaenavon                                                                            | Culturale (984; iii, iv)        | 2000             | L'area intorno a Blaenavon è la prova della preminenza del Galles meridionale come principale produttore mondiale di ferro e carbone nel XIX secolo. Tutti gli elementi necessari possono ancora essere visti: miniere di carbone e minerali, cave, un sistema ferroviario primitivo, fornaci, case dei lavoratori e l'infrastruttura sociale della loro comunità. |
|      | New Lanark                                                                        | New Lanark                                                                           | Culturale (429; ii, iv, vi)     | 2001             | New Lanark è un piccolo villaggio del XVIII secolo immerso in un sublime paesaggio scozzese dove il filantropo e idealista utopistico Robert Owen ha plasmato una comunità industriale modello all'inizio del XIX secolo. Gli imponenti edifici del cotonificio, gli spaziosi e ben progettati alloggi per i lavoratori e il dignitoso istituto educativo e scolastico testimoniano ancora l'umanesimo di Owen. |
|      | Saltaire                                                                          | Saltaire                                                                             | Culturale (1028; ii, iv)        | 2001             | Saltaire, nello Yorkshire occidentale, è un villaggio industriale completo e ben conservato della seconda metà del XIX secolo. I suoi stabilimenti tessili, gli edifici pubblici e le abitazioni dei lavoratori sono costruiti in uno stile armonioso con elevati standard architettonici e il piano urbano sopravvive intatto, dando una vivida impressione del paternalismo filantropico vittoriano. |
|      | Costa del Dorset e del Devon orientale                                            | Dorset, East Devon                                                                   | Naturale (1029; viii)           | 2001             | Le esposizioni delle scogliere lungo la costa del Dorset e dell'East Devon forniscono una sequenza quasi continua di formazioni rocciose che attraversano l'Era Mesozoica, o circa 185 milioni di anni della storia della terra. Gli importanti siti fossili della zona e le classiche caratteristiche geomorfologiche costiere hanno contribuito allo studio delle scienze della terra per oltre 300 anni. |
|      | Mulini della valle del Derwent                                                    | Derbyshire                                                                           | Culturale (1030; ii, iv)        | 2001             | La valle del fiume Derwent, nell'Inghilterra centrale, contiene una serie di cotonifici del XVIII e XIX secolo e un paesaggio industriale di alto interesse storico e tecnologico. La fabbrica moderna deve le sue origini ai mulini di Cromford, dove le invenzioni di Richard Arkwright furono per la prima volta messe in produzione su scala industriale. Gli alloggi dei lavoratori associati a questo e agli altri mulini rimangono intatti e illustrano lo sviluppo socio-economico della zona. |
|      | Giardini Botanici Reali di Kew                                                    | Londra                                                                               | Culturale (1084; ii, iii, iv)   | 2003             | Questo giardino paesaggistico storico presenta elementi che illustrano periodi significativi dell'arte dei giardini dal XVIII al XX secolo. I giardini ospitano collezioni botaniche (piante conservate, piante vive e documenti) che si sono notevolmente arricchite nel corso dei secoli. Dalla loro creazione nel 1759 i giardini hanno dato un contributo significativo e ininterrotto allo studio della diversità vegetale e della botanica economica. |
|      | Paesaggio minerario della Cornovaglia e del Devon occidentale                     | Cornovaglia, Devon                                                                   | Culturale (1215; ii, iii, iv)   | 2006             | Gran parte del paesaggio della Cornovaglia e del Devon occidentale fu trasformato nel XVIII e all'inizio del XIX secolo a seguito della rapida crescita delle miniere di rame e stagno. Le sue profonde miniere sotterranee, gli edifici delle macchine, le fonderie, le nuove città, le piccole aziende agricole, i porti e le loro industrie ausiliarie riflettono insieme un'innovazione prolifica che ha permesso alla regione di produrre i due terzi della fornitura mondiale di rame. I resti sostanziali sono una testimonianza del contributo della Cornovaglia e del Devon occidentale alla rivoluzione industriale e all'influenza fondamentale che l'area ebbe sul mondo minerario in generale. La tecnologia della Cornovaglia, incorporata nei motori, nelle sale macchine e nelle attrezzature minerarie, è stata esportata in tutto il mondo. |
|      | Acquedotto e canale di Pontcysyllte                                               | Denbighshire, Distretto di contea di Wrexham, Oswestry                               | Culturale (1303; i, ii, iv)     | 2009             | Situato nel nord-est del Galles, l'acquedotto e canale Pontcysyllte, lungo 18 chilometri, è un'impresa di ingegneria civile della rivoluzione industriale, completata nei primi anni del XIX secolo. Coprendo un contesto geografico difficile, la costruzione del canale ha richiesto soluzioni di ingegneria civile audaci, soprattutto perché è stato costruito senza l'utilizzo di chiuse. L'acquedotto è un capolavoro pionieristico di ingegneria e architettura monumentale in metallo, ideato dal celebre ingegnere civile Thomas Telford. L'utilizzo del ferro battuto e della ghisa nell'acquedotto ha permesso la costruzione di archi leggeri e robusti, producendo un effetto d'insieme monumentale ed elegante. |
|      | Forth Bridge                                                                      | Edimburgo, Fife, Inchgarvie                                                          | Culturale (1485; i, iv)         | 2015             | Questo ponte ferroviario, che attraversa l'estuario del Forth in Scozia, aveva le campate più lunghe del mondo (541 m) quando fu inaugurato nel 1890. Rimane uno dei più grandi ponti a capriate a sbalzo e continua a trasportare passeggeri e merci. La sua estetica industriale distintiva è il risultato di un'esposizione schietta e disadorna dei suoi componenti strutturali. Innovativo nello stile, nei materiali e nelle dimensioni, il Forth Bridge segna un'importante pietra miliare nella progettazione e costruzione di ponti durante il periodo in cui le ferrovie iniziarono a dominare i viaggi terrestri a lunga distanza. |
|      | Complesso della grotta di Gorham                                                  | Gibilterra                                                                           | Culturale (1500; iii)           | 2016             | Le ripide scogliere calcaree sul lato orientale della Rocca di Gibilterra contengono quattro grotte con depositi archeologici e paleontologici che forniscono prove dell'occupazione di Neanderthal su un arco di oltre 100.000 anni. Questa eccezionale testimonianza delle tradizioni culturali dei Neanderthal si vede in particolare nelle prove della caccia di uccelli e animali marini per il cibo, nell'uso delle piume per ornamenti e nella presenza di incisioni rupestri astratte. La ricerca scientifica su questi siti ha già contribuito in modo sostanziale ai dibattiti sui Neanderthal e sull'evoluzione umana. |
|      | Lake District inglese                                                             | Cumbria                                                                              | Culturale (422; ii, v, vi)      | 2017             | Il Lake District inglese è un'area montuosa, le cui valli sono state modellate dai ghiacciai nell'era glaciale e successivamente da un sistema di uso del suolo agro-pastorale caratterizzato da campi racchiusi da mura. Il lavoro combinato della natura e dell'attività umana ha prodotto un paesaggio armonioso in cui le montagne si specchiano nei laghi. Grandi case, giardini e parchi sono stati appositamente creati per esaltare la bellezza del paesaggio. Questo paesaggio fu molto apprezzato dal XVIII secolo in poi dai movimenti pittoreschi e poi romantici, che lo celebravano con dipinti, disegni e parole. Ha anche ispirato la consapevolezza dell'importanza di splendidi paesaggi e ha innescato i primi sforzi per preservarli. |
|      | Osservatorio Jodrell Bank                                                         | Goostrey, Lower Withington                                                           | Culturale (1594; i, ii, iv, vi) | 2019             | Situata in una zona rurale dell'Inghilterra nord-occidentale, priva di interferenze radio, il Jodrell Bank è uno dei principali osservatori di radioastronomia al mondo. All'inizio del suo utilizzo, nel 1945, la struttura ospitava ricerche sui raggi cosmici rilevati dagli echi radar. Questo osservatorio, ancora in funzione, comprende diversi radiotelescopi ed edifici funzionanti, compresi i capannoni di ingegneria e l'edificio di controllo. Il Jodrell Bank ha avuto un impatto scientifico sostanziale in campi come lo studio delle meteore e della luna, la scoperta di quasar, l'ottica quantistica e il tracciamento di veicoli spaziali. Questo eccezionale insieme tecnologico illustra il passaggio dalla tradizionale astronomia ottica alla radioastronomia (dagli anni '40 agli anni '60), che ha portato a cambiamenti radicali nella comprensione dell'universo. |
|      | Grandi città termali d'Europa                                                     | Bath (altre 10 si trovano in Austria, Belgio, Francia, Germania, Italia e Rep. Ceca) | Culturale (1613; ii, iii)       | 2021             | La proprietà transnazionale seriale delle Grandi Terme d'Europa è un gruppo selezionato di città termali che è testimonianza di luoghi per la guarigione di dolori e malattie con acque minerali in genere prima che i farmaci industriali si sviluppassero nel XIX secolo. La serie comprende undici storiche città termali in sette stati europei dove l'integrità e l'autenticità delle parti componenti sono evidenti nella loro forma urbana e negli edifici termali componenti. La componente britannica del sito seriale è Bath. |
|      | Paesaggio dell'ardesia del Galles nordoccidentale                                 | Gwynedd                                                                              | Culturale (1633; ii, iv)        | 2021             | Gli estesi giacimenti di ardesia di alta qualità nel Galles settentrionale furono sfruttati fin dal periodo romano. Durante il XIX secolo le cave del Galles settentrionale erano i principali fornitori di materiali per tetti e prodotti in ardesia in tutto il mondo, e anche le tecnologie associate di estrazione e infrastrutture di trasporto venivano esportate in tutto il mondo. Il paesaggio culturale associato all'industria include sette aree che rappresentano diverse forme e tradizioni della lavorazione dell'ardesia, del suo trasporto, delle sue infrastrutture e delle comunità che costituivano la sua forza lavoro. |
|      | Insediamenti della Chiesa morava                                                  | Ballykennedy (altri 3 sono in Danimarca, Germania e Stati Uniti)                     | Culturale (1468; iii, iv)       | 2024             | Gli insediamenti della Chiesa morava sono un'estensione seriale transnazionale di Christiansfeld, un insediamento della Chiesa morava in Danimarca, già iscritto nella Lista del Patrimonio mondiale. L'estensione comprende tre comunità fondate nel XVIII secolo: Herrnhut in Sassonia, Bethlehem in Pennsylvania e Gracehill nell'Irlanda del Nord. Ogni insediamento ha il proprio carattere architettonico basato sugli ideali della Chiesa morava ma adattato alle condizioni locali. Insieme rappresentano la portata transnazionale e la coerenza della comunità internazionale morava come rete globale. In ogni parte componente è presente una congregazione attiva, dove le tradizioni continuano e costituiscono un'eredità moraviana vivente. |
|      | Flow Country                                                                      | Caithness, Sutherland                                                                | Naturale (1722; ix)             | 2024             | Il sito seriale, situato nella regione delle Highland scozzesi, è considerata l'esempio più eccezionale di un paesaggio paludoso ad accumulo attivo. Questo ecosistema di torbiere, che si è accumulato negli ultimi 9000 anni, offre una varietà di habitat che ospitano una distinta combinazione di specie di uccelli e mostra una notevole diversità di caratteristiche che non si trovano da nessun'altra parte sulla Terra. Le torbiere svolgono un ruolo importante nello stoccaggio del carbonio e i processi ecologici di formazione della torba in corso nel sito continuano a sequestrare carbonio su scala molto ampia, rappresentando una significativa risorsa educativa e di ricerca. |

## Siti candidati
| Foto | Sito                                                                        | Luogo                | Tipo                              | Anno       | Descrizione |
| ---- | --------------------------------------------------------------------------- | -------------------- | --------------------------------- | ---------- | --- |
|      | Cantiere navale di Chatham e sue difese                                     | Chatham, Gillingham  | Culturale (5670; ii, iv)          | 27/01/2012 | Chatham Dockyard è una testimonianza eccezionale della gamma di strutture per la costruzione e riparazione navale che sono state il risultato di massicci investimenti nella Royal Navy e della rapida evoluzione nella tecnologia, architettura e pratiche lavorative resa possibile grazie a questo investimento. Il cantiere navale di Chatham e le sue difese sono un eccezionale esempio di un complesso militare industriale completo dal periodo di massimo splendore dell'era della vela (1700-1820) e del primo periodo dell'era del vapore (1820-1865). |
|      | Creswell Crags                                                              | Elmton-with-Creswell | Culturale (5671; iii)             | 27/01/2012 | Creswell Crags è una gola calcarea racchiusa all'interno degli altopiani centrali dell'Inghilterra, dove un complesso di grotte conserva prove uniche a livello internazionale che dimostrano come le prime popolazioni preistoriche vivevano agli estremi limiti settentrionali del loro territorio durante l'ultima era glaciale (tardo Pleistocene). |
|      | Laboratorio paesaggistico di Darwin                                         | Londra               | Culturale (5672; iii, vi)         | 27/01/2012 | Il sito proposto è l'area utilizzata da Charles Darwin per quarant'anni per sviluppare e dimostrare la sua teoria dell'evoluzione attraverso lo studio di piante e animali in ambienti naturali e sotto la gestione umana. Il sito comprende la casa dove Darwin visse dal 1842, il suo giardino sperimentale e la campagna immediatamente intorno alla sua proprietà: le tre aree che ha utilizzato come sua stazione di ricerca per quasi tutte le sue indagini scientifiche più importanti dopo i suoi primi anni nel viaggio intorno al mondo sull'HMS Beagle. |
|      | Isola di Sant'Elena                                                         | Sant'Elena           | Naturale (5675; x)                | 27/01/2012 | L'isola è circondata da scoscese scogliere mentre l'interno è ricco di contrasti, tra aridi deserti, pascoli e foresta pluviale. Nel 1502 Sant'Elena aveva una natura selvaggia incontaminata, con sei uccelli terrestri endemici e vaste foreste di piante endemiche. Sebbene nel giro di un secolo gran parte di essa fosse stata spogliata da coloni e capre selvatiche, Darwin la riconobbe come priva di paralleli biologici in nessuna parte del mondo. Il lungo periodo di evoluzione isolata ha portato a oltre 400 piante endemiche e invertebrati e al corriere di Sant'Elena, con molti taxa più alti (generi e superiori e specie) anch'essi unici dell'isola. |
|      | Mousa, Old Scatness e Jarlshof: lo zenith delle Shetland dell'età del ferro | Dunrossness          | Culturale (5677; iii, iv)         | 27/01/2012 | Gli abitanti dell'età del ferro delle Isole Shetland, un paesaggio in gran parte senza alberi, furono costretti a costruire le loro costruzioni in pietra. Le strutture in pietra a secco risultanti sono l'apice del successo architettonico preistorico nel Nord Europa. Tre siti distintivi, situati all'estremità sud delle Shetland: Mousa, Old Scatness e Jarlshof, eccezionali in termini di costruzione originale e sopravvissuti alle ingiurie del tempo, forniscono alcuni degli esempi più significativi dell'età del ferro europea in un'area esterna all'Impero romano.                                                                                       |
|      | Monastero gemello di Wearmouth-Jarrow                                       | Sunderland, Jarrow   | Culturale (5681; ii, iii, iv, vi) | 27/01/2012 | Il monastero gemello di Wearmouth-Jarrow fu fondato nel VII secolo d.C. come monastero doppio destinato, dal suo fondatore Benedetto Biscop, a funzionare come un'unica organizzazione. Il monastero aveva due centri liturgici: la chiesa di San Pietro, a Wearmouth (fondata nel 672/3), e quella di San Paolo, a Jarrow (aggiunta nel 681), attorno alle quali giacevano le terre delle loro estese tenute monastiche. |
|      | Isole Turks e Caicos                                                        | Turks e Caicos       | Naturale (5682; x)                | 27/01/2012 | Le Isole Turks e Caicos sono un gruppo di oltre 40 isole e isolotti. Le condizioni estremamente calde e secche hanno portato alla produzione naturale di sale nelle zone umide interne delle isole, portando a una delle prime e maggiori industrie internazionali del sale nelle Americhe. Gli isolotti più piccoli sono importanti per l'allevamento di uccelli marini e rettili, invertebrati e piante endemici. Le zone umide sono importanti a livello globale per gli uccelli costieri. |

## Siti cancellati dalla Lista del Patrimonio mondiale
| Foto | Sito                                  | Luogo     | Tipo                          | Iscr. | Canc. | Descrizione |
| ---- | ------------------------------------- | --------- | ----------------------------- | ----- | ----- | --- |
|      | Liverpool, città mercantile marittima | Liverpool | Culturale (1150; ii, iii, iv) | 2004  | 2021  | Sei aree nel centro storico e nelle zone portuali della città mercantile marittima di Liverpool testimoniano lo sviluppo di uno dei maggiori centri commerciali del mondo nel XVIII e XIX secolo. Liverpool ha svolto un ruolo importante nella crescita dell'Impero britannico e divenne il principale porto per il movimento di massa di persone, ad es. schiavi ed emigranti dal nord Europa all'America. Liverpool è stato un pioniere nello sviluppo della moderna tecnologia portuale, dei sistemi di trasporto e della gestione dei porti. I siti elencati presentano un gran numero di importanti edifici commerciali, civici e pubblici, tra cui Saint George's Plateau. |